# Паново (село, Алтайский край)
Паново — село в Ребрихинском районе Алтайского края. Административный центр Пановского сельсовета .

## История
Основано в 1763 г. В 1928 году состояло из 679 хозяйств, основное население — русские. В административном отношении являлось центром Пановского сельсовета Ребрихинского района Барнаульского округа Сибирского края.

## Население
| 1926  | 1997  | 1998  | 1999  | 2000  | 2001  |
| ----- | ----- | ----- | ----- | ----- | ----- |
| 3492  | ↘1223 | ↘1217 | ↘1201 | ↗1212 | ↘1146 |
| 2002  | 2003  | 2004  | 2005  | 2006  | 2007  |
| ↗1159 | ↗1201 | ↘1115 | ↘1086 | ↘1065 | ↘1030 |
| 2008  | 2009  | 2010  | 2011  | 2012  | 2013  |
| →1030 | ↗1032 | ↘961  | ↗963  | ↘931  | ↘926  |

Национальный состав
Согласно результатам переписи 2002 года, в национальной структуре населения русские составляли 86 %.

## Инфраструктура
На территории села расположены средняя школа, дом культуры, библиотека, Фельдшерско-акушерских пункта, филиал Сбербанка, филиал ОАО «Ростелеком», ООО «Пановское» почта, кафе, 8 магазинов, четыре Крестьянских (фермерских) Хозяйства.

## Люди, связанные с селом
- Геннадий Петрович Панов